# Aron Krenzisky

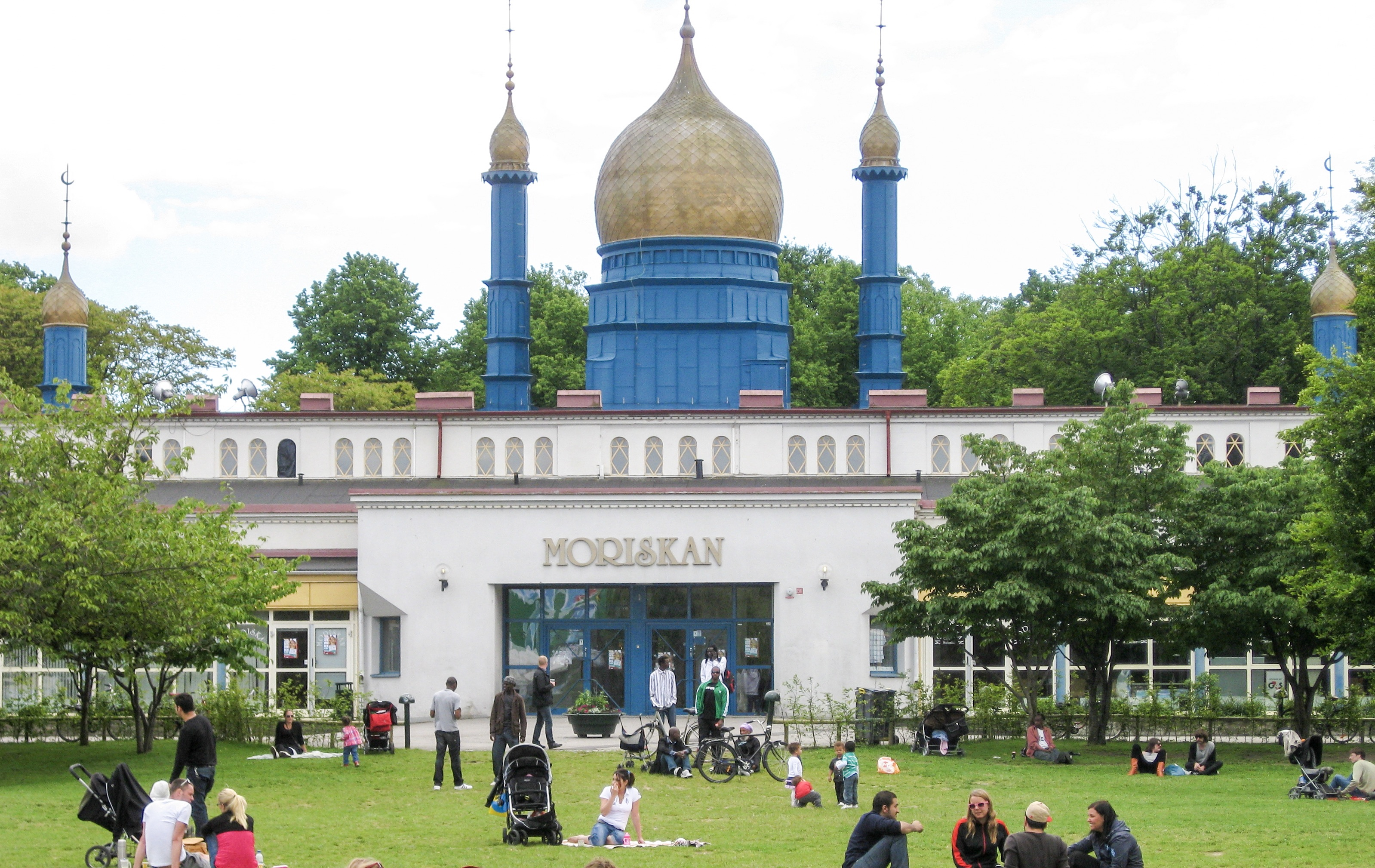
Moriska paviljongen.

Aron Wolf Krenzisky, född 16 juli 1870 i Ryssland, död 2 februari 1969 i Malmö, var en svensk arkitekt.
Krenzisky utexaminerades från tekniska elementarskolan i Malmö 1891 och studerade även i Nürnberg och vid tekniska högskolan i Charlottenburg. Han bedrev först egen verksamhet i Malmö, var under och efter första världskriget provinsarkitekt i Ostpreussen, där han medverkade i återuppbyggnadsarbetet, och bedrev därefter åter egen verksamhet i Malmö. Han gravsattes på judiska begravningsplatsen i Malmö.

## Verk i urval
- Två bostadshus i Trelleborg (1898)
- Bostadshus, Östra Vallgatan i Trelleborg (1902)
- Moriska paviljongen i Malmö (1902)
- Bostadshus, Ehrensvärdsgatan 14 i Malmö (1905)
- Bostadshus, Östra Tullgatan 5 i Malmö (1906)
- Bostadshus, Trädgårdsgatan 17 i Lund (1929)